# Griselda González
Griselda María de los Ángeles González Santillo (Buenos Aires, 4 de diciembre de 1965) es una corredora de larga distancia argentina. Ganó en dos ocasiones el maratón de Buenos Aires. También representó a la Argentina en los Juegos Olímpicos en dos ocasiones (1992 y 1996), antes de cambiar su nacionalidad y competir para España en los Juegos Olímpicos de 2000.
Ostentó las plusmarcas argentinas en 3.000 ml, 10.000 ml, 15 km, medio maratón, 25 km, 30 km en ruta y maratón.
Ostenta la plusmarca argentina de 3.000 ml en p.c.
Griselda González compitió Campeonato Sudamericano de Cross Country donde obtuvo el segundo puesto en las ediciones de 1987 y 1988 para luego obtener el primer puesto en la edición de 1989.

## Logros personales
| En representación de Argentina | En representación de Argentina         | En representación de Argentina | En representación de Argentina | En representación de Argentina | En representación de Argentina |
| ------------------------------ | -------------------------------------- | ------------------------------ | ------------------------------ | ------------------------------ | ------------------------------ |
| 1988                           | Campeonato del Mundo Cross Country     | Auckland, Nueva Zelanda        | 116                            | Cross                          | 22:02                          |
| 1988                           | Maratón de Buenos Aires                | Buenos Aires, Argentina        | 1°                             | Maratón                        | 2:42:48                        |
| 1989                           | Campeonato del Mundo de Ruta 15 km     | Río de Janeiro, Brasili        | 33                             | 15 km                          | 54:19                          |
| 1990                           | Campeonato Iberoamericano de Atletismo | Manaus, Brasil                 | 5°                             | 3000 m                         | 9:29.55                        |
| 1990                           | Campeonato Iberoamericano de Atletismo | Manaus, Brasil                 | 4°                             | 10,000 m                       | 35:38.99                       |
| 1991                           | Juegos Panamericanos                   | La Habana, Cuba                | 5°                             | 10,000 m                       | 35:33.45                       |
| 1991                           | Campeonato Mundial de Atletismo        | Tokio, Japón                   | 22/e2                          | 10,000 m                       | 34:16:26                       |
| 1992                           | Maratón de Londres                     | Londres, Reino Unido           | 9º                             | Maratón                        | 2h37:21                        |
| 1992                           | Campeonato Iberoamericano de Atletismo | Sevilla, España                | 2°                             | 10,000 m                       | 33:24.89                       |
| 1992                           | Juegos Olímpicos                       | Barcelona, España              | 20/e2                          | 10,000 m                       | 34:09.42                       |
| 1993                           | Campeonato de España 10.000m           | Pontevedra, España             | 3                              | 10.000 m                       | 33:17.93                       |
| 1993                           | Campeonato Sudamericano de Atletismo   | Lima, Perú                     | 2º                             | 3.000 m                        | 9:30.12                        |
| 1995                           | Maratón de Turin                       | Turin, Italia                  | 3º                             | Maratón                        | 2h31:44                        |
| 1995                           | Campeonato del Mundo de Medio Maratón  | Montbeliard, Francia           | 24                             | 1/2 Maratón                    | 1:13:11                        |
| 1995                           | Maratón de Nueva York                  | Nueva York, Estados Unidos     | 5º                             | Maratón                        | 2h34:54                        |
| 1996                           | Campeonato Ibérico de 10.000m          | Leiria, Portugal               | 20º                            | 10.000 m                       | 33:44.53                       |
| 1996                           | Juegos Olímpicos                       | Atlanta, Estados Unidos        | 19°                            | Maratón                        | 2:35:12                        |
| 1997                           | Maratón de Turín                       | Turín, Italia                  | 3º                             | Maratón                        | 2h30:32                        |
| 1997                           | Maratón de Buenos Aires                | Buenos Aires, Argentina        | 1°                             | Maratón                        | 2:37:04                        |
| En representación de España    |                                        |                                |                                |                                |                                |
| 1998                           | Maratón de Londres                     | Londres, Reino Unido           | 14º                            | Maratón                        | 2:39:08                        |
| 1998                           | Maratón de Carpi                       | Carpi, Italia                  | 3º                             | Maratón                        | 2:39:33                        |
| 2000                           | Maratón de Barcelona                   | Barcelona, España              | 1º                             | Maratón                        | 2:31:12                        |
| 2000                           | Campeonato de España de 10.000m        | Gijón, España                  | 2º                             | 10.000 m                       | 31:46.4                        |
| 2000                           | Campeonato de España de Medio Maratón  | Zamora, España                 | 1º                             | 1/2 Maratón                    | 1:11:40                        |
| 2000                           | Juegos Olímpicos                       | Sídney, Australia              | 33°                            | Maratón                        | 2:38:28                        |
| 2001                           | Cursa de Bombers 10 km                 | Barcelona, España              | 2º                             | 10.000 m                       | 32:58                          |
| 2001                           | Campeonato de España de Medio Maratón  | Arona, España                  | 3º                             | 1/2 Maratón                    | 1:14:15                        |
| 2001                           | Maratón de Róterdam                    | Róterdam, Países Bajos         | 6°                             | Maratón                        | 2:31:05                        |
| 2001                           | Campeonato Mundial de Atletismo        | Edmonton, Canadá               | 29°                            | Maratón                        | 2:37:52                        |
| 2002                           | Campeonato de España de Medio Maratón  | Torremolinos, España           | 1º                             | 1/2 Maratón                    | 1:12:35                        |
| 2002                           | Maratón de Berlín                      | Berlín, Alemania               | 9º                             | Maratón                        | 2:38:29                        |
| 2004                           | Campeonato de España de Medio Maratón  | Rivadabia, España              | 5º                             | 1/2 Maratón                    | 1:14:27                        |
| 2004                           | Maratón de Milán                       | Milán, Italia                  | 4º                             | Maratón                        | 2:34:28                        |
| 2005                           | Maratón de París                       | París, Francia                 | 11º                            | Maratón                        | 2:41:33                        |